# Crommesteven
Un crommesteven, également écrit cromsteve, cromster ou crumster (de crom = courbé et steven = tige) est un type de petit navire de guerre gréé en ketch, utilisé par la République néerlandaise, puis dans les flottes britannique et espagnole entre le XVIe et le XVIIe siècle. 

## Type de gréement
Conçu pour évoluer le long des côtes et sur les hauts-fonds néerlandais, ce type de navire est gréé en ketch, avec une voile à livarde sur le grand-mât et une voile latine sur le mât d'artimon.

## Historique et usage dans les marines européennes
Apparu initialement au XVIe sur les cotes de la République néerlandaise, ce type de navire s'est développé jusqu'au XVIIe siècle. Dans la marine anglaise de cette époque, le crommesteven est l'équivalent du hoy, largement utilisé. À la mort de la reine Élisabeth Ire en 1603, sa marine aurait été composée de 31 grands navires, dont des galions et des crommestevens, bien que leur taille aient été considérablement plus petits que les galions. 
Ce type de navire était fortement armé par rapport à leur taille, lui permettant d'intervenir militairement sur des objectifs côtiers. C'est ainsi que ce type de navire fut utilisé par la flotte espagnole dans la campagne de l’Armada espagnole de 1588 contre l'Angleterre.